# Petras Antanas Šalčius
Petras Antanas Šalčius (* 11. Juni 1943 in Čiudiškiai, Rajongemeinde Prienai; † 27. Juli 2023) war ein litauischer Politiker.

## Leben
Von 1949 bis 1958 wurde er mit seinen Eltern nach Sibirien vertrieben. 1961 absolvierte er die Jugendabendschule für Arbeiter in Kaunas und 1966 das Diplomstudium des Straßenbauingenieurwesens am Kauno politechnikos institutas.
Danach arbeitete er als Arbeiter und Arbeitenleiter in Kaunas, 14 Jahre als leitender Ingenieur in Vilkaviškis und in Rokiškis beim Straßenbau. Von 1996 bis 2000 war er Mitglied im Seimas, ab 2001  Direktor des Unternehmens UAB „Zarasų automobilių keliai“. Ab 1990 war er Deputat, von 1995 bis 1997 und von 2003 bis 2007 Mitglied im Rat der Rajongemeinde Rokiškis.
Ab 1994 war er Mitglied von Tėvynės Sąjunga.
Mit seiner Frau Regina hatte er die Kinder Rimantas, Arūnas, Petras.
Šalčius starb am 27. Juli 2023 im Alter von 81 Jahren.